# Коллинз, Френсис
Френсис Селлерс Коллинз (англ. Francis Sellers Collins; род. 14 апреля 1950 года) — американский генетик, ставший известным как руководитель проекта по расшифровке генома человека. Доктор философии (1974), доктор медицины (1977), член Национальных Академии наук (1993) и Медицинской академии США, а также Американского философского общества (2022), иностранный член Лондонского королевского общества (2020). С 2009 по 2021 годы возглавлял Национальные институты здравоохранения. Член Папской академии наук (2009). Удостоен Президентской медали Свободы (2007) и Национальной научной медали (2008).
Лауреат Темплтоновской премии (2020).

## Биография
Коллинз вырос на небольшой ферме в долине Шенандоа и до шестого класса обучался дома. В свои школьные и студенческие годы его целью было стать химиком, и он не проявлял интереса к биологии. Изначально он обучался в Виргинском университете, где получил степень B.S. по химии в 1970 году. В 1974 году в Йельском университете получил степень Ph.D в области физической химии. Во время обучения в Йеле он заинтересовался биохимией и поступил в медицинскую школу Университета Северной Каролины, где в 1977 году получил степень доктора медицины.
В 1993 году он принял предложение сменить Джеймса Уотсона на посту руководителя проекта «Геном человека». В июне 2000 года был получен предварительный результат расшифровки генома, вместе с Коллинзом это событие анонсировали президент США Билл Клинтон и биолог Крейг Вентер.
8 июля 2009 года Барак Обама предложил кандидатуру Коллинза на пост руководителя Национальных институтов здравоохранения США (NIH). 7 августа того же года Сенат утвердил Коллинза на этот пост.
Член Американской академии искусств и наук (1998).

## Религиозные взгляды
К моменту поступления в университет Коллинз считал себя атеистом. Однако постоянное общение с умирающими пациентами и разговоры с ними о вере заставили его поставить под сомнение свою позицию. Он ознакомился с «космологическим аргументом», а также использовал книгу К. С. Льюиса «Просто христианство» как основу для пересмотра своих религиозных взглядов. В итоге он пришёл к Евангельскому христианству и теперь описывает свою позицию как «серьёзного христианина». Коллинз также написал книгу «Доказательство Бога. Аргументы учёного» (также известна как «Язык Бога»). Является противником концепции «разумного замысла».
Про младоземельный креационизм высказывался следующим образом:

Младоземельный креационизм наносит ещё больше вреда вере, заявляя, что вера в Бога требует соглашаться с ошибочными в корне утверждениями о мире природы. Молодёжь, воспитанная в семьях и церквах, настаивающих на таком креационизме, рано или поздно встречается с горой научных данных в пользу древности Земли и родства всех живых существ вследствие эволюционного процесса и естественного отбора. Какой ужасный и ненужный выбор им приходится тогда делать! Чтобы придерживаться усвоенной в детстве веры, им требуется отрицать обширный массив строгих научных данных, практически совершая интеллектуальное самоубийство. Поскольку они не знакомы ни с одной другой альтернативой, кроме младоземельного креационизма, стоит ли удивляться, что многие из этих молодых людей просто не могут верить в Бога, который просит их отрицать то, чему так убедительно научили нас науки о природе?

## Награды и отличия
- Международная премия Гайрднера (1990[11], 2002[12])
- Премия Диксона по медицине (1992)
- Международная премия Килби[англ.] (1993)[13]
- George M. Kober Lectureship[нем.] (2000)
- Премия принца Астурийского (2001)[14]
- Biotechnology Heritage Award[англ.] (2001)
- Warren Triennial Prize, Massachusetts General Hospital (2001)
- Премия Стэнли Корсмайера[нем.] (2005)[15]
- Премия Уильяма Аллана[англ.] (2005)
- Президентская медаль Свободы (2007)[16]
- Premio Lección Conmemorativa Jiménez Díaz[исп.] (2007)
- Национальная научная медаль США в номинации «Биологические науки» (2008)[17]
- Trotter Prize[англ.] (2008)
- Inamori Ethics Prize (2008, первый удостоенный)
- AAAS Philip Hauge Abelson Prize[англ.] (2009)
- Премия медицинского центра Олбани (2010)[18].
- Медаль Невады (2010)
- George M. Kober Medal[нем.] (2015)
- Citation for Leadership and Achievement, Council for Scientific Society Presidents (2016)
- Warren Alpert Foundation Prize[англ.] (2018)
- Темплтоновская премия (2020)[4]